# Архитектора Бекетова (станция метро)
«Архитектора Беке́това» (укр. Архітектора Бекетова,  (слушать)о файле) — станция Харьковского метрополитена на Алексеевской линии. Расположена между станциями Госпром и Защитников Украины. Названа в честь украинского и советского архитектора и художника-пейзажиста А.Н. Бекетова. Находится в районе улиц Григория Сковороды, Жён Мироносиц, Дарвина и площади Архитекторов.

## Описание
Станция колонно-пилонного типа. Пущена в эксплуатацию 6 мая 1995 года.
Особенностью станции является очень длинный переход выхода, станция имеет выход с одной стороны, на другой же вместо выхода находится красивое панно. Туннель длиной не менее 50 метров необходимо пройти обязательно до эскалатора, а затем до перехода метро. Ещё одно панно находится при спуске на эскалаторе в этот туннель. Туннель разделён на два отсека: вход и выход. При этом они связаны друг с другом чередующимися проходами.

## Галерея
- Люстра в переходе станции. 3 декабря 2007
- Платформа станции
- Цветовое панно на станции. В центре надпись «О. М. (А. Н.) Бекетов»
- Цветовое панно перед эскалатором при входе на станцию. На нём надпись «Харків»
- Туннель, ведущий от станции к выходу на ул. Пушкинскую. Его длина составляет более 50 м